# Vulcà (planeta)

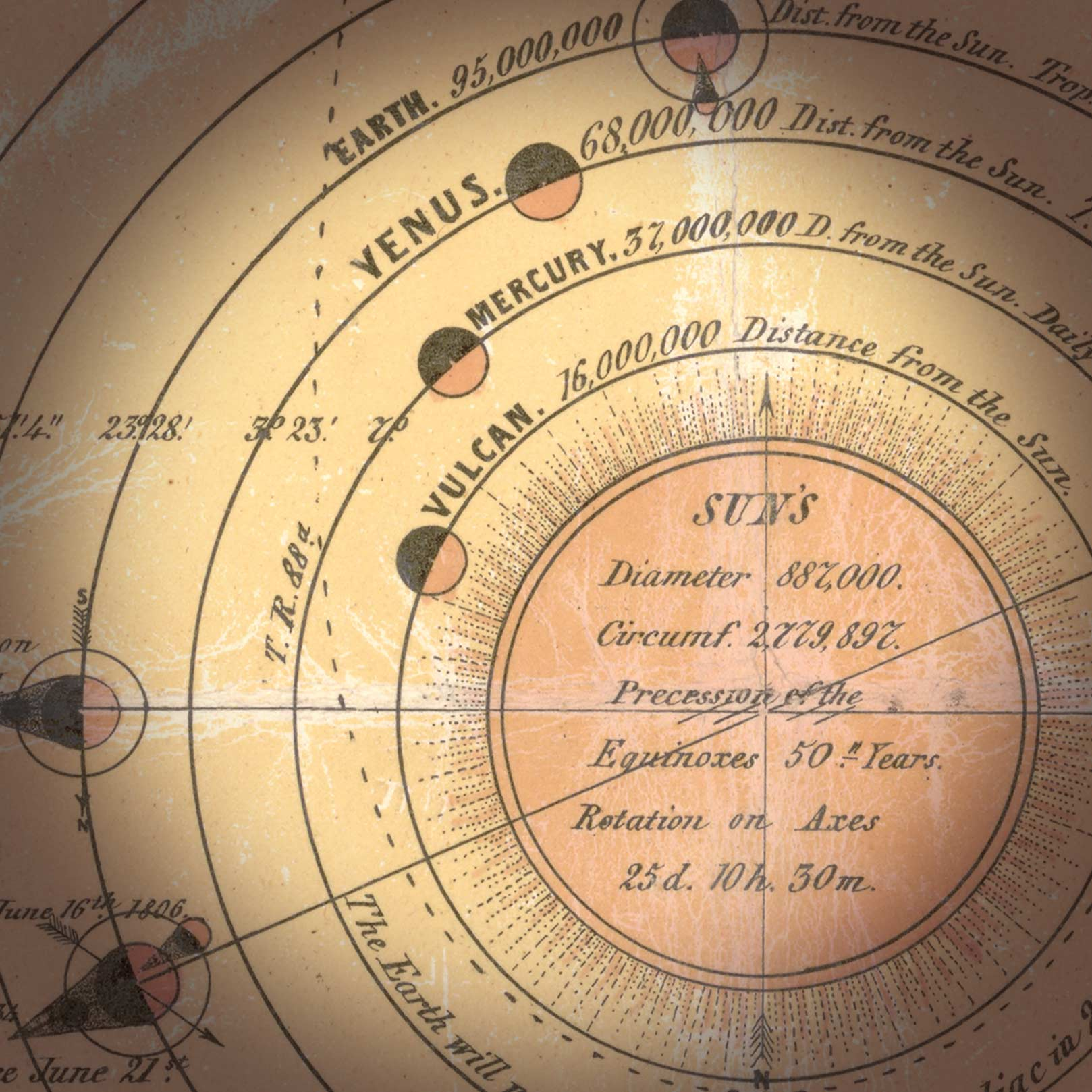
Vulcà en un diagrama del Sistema Solar fabricat per a escoles el 1846, poc abans del descobriment de Neptú per la mateixa persona que va teoritzar, Urbain Le Verrier.

Vulcà és el nom d'un planeta que durant un temps se suposava que es trobava al sistema solar entre Mercuri i el Sol, que Albert Einstein ha demostrat com a inexistent. Segons la teoria de la relativitat general la proximitat de Mercuri a la gran massa del Sol, explica les irregularitats del moviment observat.
El més important atrònom d'aquesta èpoce, Urbain Le Verrier, cap de l'observatori de París, que ja havia descobert Neptú va «descobrir» aquest planeta el 1859 que va suposar per explicar les anomalies de l'òrbita de Mercuri respecte als altres planetes del sistema solar. El New York Times d'aleshores va parlar de la «descoberta del segle». Va rebre el nom del déu Vulcà i la seva forja s'assimilaria a la intensa calor que envoltaria aquest petit planeta. Diversos astrònoms van intentar observar o localitzar el planeta proposat, sense èxit, malgrat algunes publicacions que asseguraven tenir proves de la seva existència. La dificultat per observar el planeta s'explicava per la proximitat al Sol i la seva petita mida, que farien que la llum solar produís falsos reflexos o malmetés els instruments de mesura. Henry C. Courten va localitzar cossos en aquella zona, però eren asteroides i no pas un planeta.